# 露德圣母教堂 (克拉科夫)
露德圣母教堂（波兰语：Kościół Najświętszej Maryi Panny z Lourdes w Krakowie）是波兰城市克拉科夫的一座天主教堂，由遣使会创建于1892－1894年，奉献给露德圣母。1913年成为本堂区中心。1931年成立Mariański唱诗班。